# 三重県道623号四日市東員線
三重県道623号四日市東員線（みえけんどう623ごう よっかいちとういんせん）は、三重県四日市市から員弁郡東員町に至る一般県道である。

## 概要
四日市市山城町から員弁郡東員町大字穴太に至る。

### 路線データ
- 起点：三重県四日市市山城町（字西大谷753番[1][2]：下野橋南詰交差点、三重県道622号小牧小杉線交点）
- 終点：三重県員弁郡東員町大字穴太（字東往還1792番1地先[1][2]：穴太東交差点、三重県道14号菰野東員線交点）
- 総延長：5,336.40 m

## 歴史
- 1959年（昭和34年）
  - 1月25日 - 「一般県道623号山城穴太線」として認定[3]

起点：三重県四日市市山城町
終点：三重県員弁郡東員村大字穴太
  - 3月31日 - 道路区域の決定[4]
  - 5月19日 - 道路の供用開始[5]

三重県四日市市山城町字三原治山45の13番地先から三重県員弁郡東員村大字中上字巧殿2865の1番地先を経て三重県員弁郡東員村大字穴太字往還前376番地先まで（延長5,760.00 m）
- 1965年（昭和40年）9月17日 - 道路区域の変更[6]（路線を延長、終点を変更）

三重県員弁郡東員村大字穴太字往還前376番地先から三重県員弁郡東員村大字穴太字西往還2089番地まで（延長270.40 m）
- 1966年（昭和41年）11月11日 - 道路区域の変更、道路の供用開始[7]（路線を短縮、終点を変更）

三重県員弁郡東員村大字穴太字往還前376番地先から三重県員弁郡東員村大字穴太字東往還1820番地まで（延長84.00 m）
- 1982年（昭和57年）12月3日
  - 「一般県道623号山城穴太線」を廃止[8]
  - 「一般県道623号山城西別所線」として認定[9]（路線を延長、終点を変更）

起点：三重県四日市市山城町
終点：三重県桑名市大字西別所
重要な経過地：三重県員弁郡東員町
  - 道路区域の決定、道路の供用開始[10]
  - 三重県四日市市山城町字三原治山45の13番地先から三重県桑名市大字西別所字新山畑1920番地先まで（延長11,111.00 m）
- 1994年（平成6年）4月1日
  - 「一般県道623号山城西別所線」を廃止[11]
  - 「一般県道623号四日市東員線」として認定[12]（路線を短縮、終点を変更）

起点：三重県四日市市
終点：三重県員弁郡東員町
  - 道路区域の決定、道路の供用開始[13]
  - 三重県四日市市山城町字西大谷753番から三重県員弁郡東員町大字穴太字東往還1792番1地先まで（延長5,336.40 m）

## 路線状況

### 道路施設

#### 橋梁
- 下野橋（朝明川、四日市市）
- 記念橋（三孤子川、員弁郡東員町）
- 念仏小橋（養父川、員弁郡東員町）
- 念仏大橋（員弁川、員弁郡東員町）
- 穴太橋（藤川、員弁郡東員町）

### 交通量
交通量
| 地点           | 平日12時間        | 平日24時間        |
| 地点           | 2005年度⇒2010年度 | 2005年度⇒2010年度 |
| -------------- | ----------------- | ----------------- |
| 四日市市朝明町 | 7,178台⇒5,949台   | 9,475台⇒7,793台   |

## 地理

### 通過する自治体
- 三重県
  - 四日市市 - 員弁郡東員町

### 交差する道路
| 交差する道路            | 市町村名 | 市町村名 | 交差する場所 | 交差する場所            |
| ----------------------- | -------- | -------- | ------------ | ----------------------- |
| 三重県道622号小牧小杉線 | 四日市市 | 四日市市 | 山城町       | 下野橋南詰交差点 / 起点 |
| 三重県道9号四日市員弁線 | 四日市市 | 四日市市 | 北山町       | 北山町北交差点          |
| 三重県道3号桑名大安線   | 員弁郡   | 東員町   | 大字筑紫     | 念仏大橋南詰交差点      |
| 三重県道14号菰野東員線  | 員弁郡   | 東員町   | 大字穴太     | 穴太東交差点 / 終点     |

### 交差する鉄道
- 三岐鉄道北勢線

### 沿線
- 三岐鉄道三岐線 山城駅
- 朝明川
- 四日市市立下野小学校
- TOYO TIRE 桑名工場
- 員弁川
- 三岐鉄道北勢線 穴太駅